# Campeonato Sergipano de Futebol de 1970
O Campeonato Sergipano de Futebol de 1970 foi a 47º edição da divisão principal do campeonato estadual de Sergipe. O campeão foi o Sergipe que conquistou seu 15º título na história da competição.

## Premiação
| Campeonato Sergipano de 1970 |
| Aracaju                      |
| ---------------------------- |
| Sergipe Campeão (15º título) |